# Bogdana (okręg Bacău)
Bogdana – wieś w Rumunii, w okręgu Bacău, w gminie Ștefan cel Mare. W 2011 roku liczyła 553 mieszkańców.